# Nuwakot (distrito)
Nuwakot é um distrito da zona de Bagmati, no Nepal.